# Fawzi al-Shammari
Fawzi Dahesh al-Shammari  (né le 13 février 1979) est un athlète koweïtien, spécialiste du sprint.

## Biographie
Il remporte deux titres sur 400 m et un titre sur 200 m lors des championnats d'Asie. Il se classe troisième du 400 m lors de la Coupe du monde des nations 2002, à Madrid.

## Palmarès
| Date | Compétition                   | Lieu     | Résultat | Épreuve     | Temps         |
| ---- | ----------------------------- | -------- | -------- | ----------- | ------------- |
| 1998 | Championnats du monde juniors | Annecy   | 3e       | 400 m       | 45 s 89       |
| 2000 | Championnats d'Asie           | Djakarta | 8e       | 400 m       | 46 s 49       |
| 2000 | Championnats d'Asie           | Djakarta | 4e       | 4 × 400 m   | 3 min 05 s 66 |
| 2002 | Championnats d'Asie           | Colombo  | 2e       | 200 m       | 20 s 92       |
| 2002 | Championnats d'Asie           | Colombo  | 1er      | 400 m       | 45 s 21       |
| 2002 | Coupe du monde des nations    | Madrid   | 3e       | 400 m       | 45 s 14       |
| 2002 | Jeux asiatiques               | Busan    | 4e       | 200 m       | 20 s 73       |
| 2002 | Jeux asiatiques               | Busan    | 1er      | 400 m       | 44 s 93 (=NR) |
| 2003 | Championnats d'Asie           | Manille  | 1er      | 200 m       | 20 s 70       |
| 2003 | Championnats d'Asie           | Manille  | 1er      | 400 m       | 45 s 16       |
| 2006 | Jeux asiatiques               | Doha     | 6e       | 200 m       | 21 s 61       |
| 2006 | Jeux asiatiques               | Doha     | 3e       | 400 m       | 46 s 35       |
| 2007 | Championnats panarabes        | Amman    | 3e       | 110 m haies | 14 s 17       |
| 2011 | Championnats panarabes        | Al-Aïn   | 1er      | 110 m haies | 13 s 75       |

## Records
| Épreuve | Performance | Lieu             | Date                                        |
| ------- | ----------- | ---------------- | ------------------------------------------- |
| 200 m   | 20 s 41     | Amman            | 9 septembre 2003                            |
| 400 m   | 44 s 93     | Doha Busan Amman | 15 mai 2002 9 octobre 2002 7 septembre 2003 |